# Il viaggio di Capitan Fracassa
Il viaggio di Capitan Fracassa (de reis van kapitein Fracassa) is een Italiaans-Franse filmkomedie uit 1990 onder regie van Ettore Scola. Het scenario is gebaseerd op de roman Le Capitaine Fracasse (1863) van de Franse auteur Théophile Gautier.

## Verhaal
In het begin van de 17e eeuw is een toneelgezelschap op weg naar Parijs. Wanneer de groep voor een adellijk publiek optreedt, trekken drie speelsters de aandacht van een rijke beschermheer.

## Rolverdeling
| Acteur                | Personage          |
| --------------------- | ------------------ |
| Vincent Perez         | Baron van Sigognac |
| Emmanuelle Béart      | Isabella           |
| Massimo Troisi        | Pulcinella         |
| Ornella Muti          | Serafina           |
| Lauretta Masiero      | Leonarde           |
| Toni Ucci             | Tiran              |
| Massimo Wertmüller    | Leandre            |
| Jean-François Perrier | Matamore           |
| Tosca D'Aquino        | Zerbina            |
| Giuseppe Cederna      |                    |
| Mariangela Giordano   |                    |
| Claudio Amendola      | Agostino           |
| Marco Messeri         | Bruyeres           |
| Ciccio Ingrassia      | Pietro             |
| Remo Girone           | Vallombrosa        |

## Prijzen en nominaties
| Jaar | Prijs              | Categorie            | Genomineerde(n)                | Uitslag     |
| ---- | ------------------ | -------------------- | ------------------------------ | ----------- |
| 1991 | David di Donatello | Beste camerawerk     | Luciano Tovoli                 | Gewonnen    |
| 1991 | David di Donatello | Beste decorontwerp   | Paolo Biagetti Luciano Ricceri | Gewonnen    |
| 1991 | David di Donatello | Beste muziek         | Armando Trovajoli              | Genomineerd |
| 1991 | David di Donatello | Beste kostuumontwerp | Odette Nicoletti               | Genomineerd |